# Carla Thomas
Carla Thomas (ur. 21 grudnia 1942 w Memphis) – amerykańska wokalistka rhythmandbluesowa i soulowa. Autorka przebojów B-A-B-Y oraz Gee Whiz (Look at His Eyes); ten pierwszy otrzymał w 1996 roku certyfikat złotej płyty. W 1994 roku zdobyła nagrodę Pioneer Award, ufundowaną przez Rhythm and Blues Foundation.
W 2021 roku wystąpiła w singlu Call Me A Fool autorstwa Valerie June, który rok później został nominowany do Nagrody Grammy w kategorii Best American Roots Song.

## Notowania
| Albumy  | Albumy                                     | Albumy                      | Albumy                      | Albumy                      |
| Rok     | Tytuł                                      | Najwyższa pozycja na liście | Najwyższa pozycja na liście | Najwyższa pozycja na liście |
| Rok     | Tytuł                                      | UK                          | US                          | US R&B/HH                   |
| ------- | ------------------------------------------ | --------------------------- | --------------------------- | --------------------------- |
| 1966    | Carla                                      | –                           | 130                         | 7                           |
| 1966    | Comfort Me                                 | –                           | 134                         | 11                          |
| 1967    | King & Queen                               | 18                          | 36                          | 5                           |
| 1967    | The Queen Alone                            | –                           | 133                         | 16                          |
| 1969    | The Best of Carla Thomas                   | –                           | 190                         | –                           |
| 1969    | Memphis Queen                              | –                           | 151                         | 26                          |
| 1971    | Love Means...                              | –                           | –                           | 42                          |
| Single  |                                            |                             |                             |                             |
| Rok     | Tytuł                                      | Najwyższa pozycja na liście | Najwyższa pozycja na liście | Najwyższa pozycja na liście |
| Rok     | Tytuł                                      | UK                          | US                          | US R&B/HH                   |
| 1961    | Gee Whiz (Look At His Eyes)                | –                           | 10                          | 5                           |
| 1961    | A Love Of My Own                           | –                           | 56                          | 20                          |
| 1962    | I'll Bring It Home To You                  | –                           | 41                          | 9                           |
| 1963    | Gee Whiz, It's Christmas                   | –                           | 23                          | –                           |
| 1963    | What A Fool I've Been                      | –                           | 93                          | 28                          |
| 1964    | A Woman's Love                             | –                           | 71                          | 71                          |
| 1964    | I've Got No Time To Lose                   | –                           | 67                          | 67                          |
| 1964    | Night Time Is The Right Time               | –                           | 94                          | 94                          |
| 1964    | That's Really Some Good                    | –                           | 92                          | 92                          |
| 1965    | How Do You Quit (Someone You Love)         | –                           | 62                          | 39                          |
| 1965    | Stop! Look What You're Doing               | –                           | –                           | 30                          |
| 1966    | All I Want For Christmas Is You            | –                           | 11                          | –                           |
| 1966    | B-A-B-Y                                    | –                           | 14                          | 3                           |
| 1966    | Let Me Be Good To You                      | –                           | 62                          | 11                          |
| 1967    | I'll Always Have Faith In You              | –                           | 85                          | 11                          |
| 1967    | Knock On Wood                              | 5                           | 30                          | 8                           |
| 1967    | Something Good (Is Going To Happen To You) | –                           | 74                          | 29                          |
| 1967    | Tramp                                      | 11                          | 26                          | 2                           |
| 1967    | When Tomorrow Comes                        | –                           | 99                          | –                           |
| 1968    | Lovey Dovey                                | –                           | 60                          | 21                          |
| 1968    | Pick Up The Pieces                         | –                           | 68                          | 16                          |
| 1968    | Where Do I Go                              | –                           | 86                          | 38                          |
| 1969    | I Like What You're Doing (To Me)           | –                           | 49                          | 6                           |
| 1969    | I've Fallen In Love                        | –                           | –                           | 36                          |
| 1970    | Guide Me Well                              | –                           | –                           | 41                          |
| 1972    | You've Got A Cushion To Fall On            | –                           | –                           | 49                          |
| 2021    | Call Me A Fool (występ gościnny)           | –                           | 24                          | –                           |
| Źródła: |                                            |                             |                             |                             |